# اقتصاد بوسنی و هرزگوین
اقتصاد بوسنی و هرزگوین یک اقتصاد در حال گذار است که اصلاحات محدودی دادشته است. اقتصاد این کشور تا حدود زیادی وابسته به صادرات فلزات، انرژی، مصنوعات نساجی، مبلمان و همچنین کمک‌های خارجی و پولی که نیروی کار در خارج از کشور به خانه می فرستند است. جنگ‌های بین‌نژادی موجب سقوط هشتاد درصدی سطح تولید بین سال‌های ۱۹۹۲ میلادی تا ۱۹۹۵ میلادی شد و بیکاری به شدت افزایش یافت. هرچند بعد از آن اقتصاد این کشور تا سال ۲۰۰۹ شاهد رشد بود.